# 苏联最高苏维埃联盟院
苏联最高苏维埃联盟院（俄语：Совет Союза Верховного Совета СССР），简称联盟院（俄语：Совет Союза），是根据1936年苏联宪法在苏联最高苏维埃下设的两院之一，类似西方国家的众议院或者下议院。

## 成员选举
按地区划分的选区的人民代表和社会团体的人民代表中，根据加盟共和国或地区的选民人数选举产生。

## 历任联盟院主席
- 安德烈·安德烈耶夫，1938年1月1日-1946年3月12日
- 安德烈·日丹诺夫，1946年3月12日-1947年2月25日
- 伊万·帕尔菲奥诺夫，1947年2月25日-1950年6月12日
- 米哈伊尔·亚斯诺夫，1950年6月12日-1954年4月20日
- 亚历山大·沃尔科夫，1954年4月20日-1956年7月14日
- 帕维尔·洛巴诺夫，1956年7月14日-1962年4月23日
- 伊万·斯皮里多诺夫，1962年4月23日-1970年7月14日
- 阿列克谢·希季科夫，1970年7月14日-1984年4月11日
- 列夫·托尔库诺夫，1984年4月11日-1988年5月24日
- 尤里·赫里斯托拉德诺夫，1988年5月24日-1989年5月25日
- 叶夫根尼·普里马科夫，1989年6月3日-1990年3月31日
- 伊万·拉普捷夫，1990年3月4日-1991年10月21日